# Université Francis Marion
L'université Francis Marion est une université d'arts libéraux située à Florence, en Caroline du Sud. Fondée en 1970, elle est nommée en l'honneur d'un héros de la guerre d'indépendance des États-Unis, le général Francis Marion.

## Étudiants célèbres
- Yancey McGill (en) - homme politique
- Mark L. Walberg - présentateur de télévision
- Pearl Moore (en) - ancien jouer de basket
- Josh Edgin - ancien joueur de baseball